# Charles Élie Ducoudray
Pour les articles homonymes, voir Ducoudray.
Charles Élie Ducoudray est un pédagogue et professeur de lettres français, né le 25 mai 1832 à Issoudun et mort le 13 novembre 1871 à Versailles.
Il milita pour la suppression de l’enseignement religieux et des objets de culte à l’école.

## Enfance et formation
Il est le fils de François Élie Ducoudray (1794-1842) qui fut professeur de latin puis principal de collège à la Charité-sur-Loire puis à Issoudun, et de Marie Agathe Virginie Ouvré (1802-1875) originaire de Clamecy. Il eut deux frères, dont Félix Ducoudray (François Félix Émery 1842-1898, médecin et sénateur de la Nièvre) et trois sœurs, ainsi que deux demi-sœurs et un demi-frère de deux mariages précédent de son père. Il perdit son père à l'âge de 10 ans. Après le décès de son père en 1842 la famille regagne Clamecy d'où est originaire sa mère

## Vie de famille
Il eut deux filles hors mariage de Delphine Amandine Guislaine Picart puis épousa le 7 novembre 1871 la fille d'Augustin Verdure (1825-1873), fervent communard, Maria Verdure dont il eut un fils posthume, Élie Charles Marius Ducoudray (1872-1902).

## Enseignement laïque et gratuit
Membre de La Société l’École Nouvelle qui militait  pour la suppression de l’enseignement religieux et des objets de culte à l’école, il fut nommé maire du XIVe arrondissement, pendant le siège de Paris, du 9 septembre au 18 octobre 1870.  Charles Élie Ducoudray prit alors les premières mesures pour assurer l'enseignement laïque et gratuit.

## Précurseur des crèches
Il tint un rôle précurseur sous la Commune de Paris. Les 15 et 17 mai 1871, au nom de la Société des Amis de l’enseignement, Charles Élie Ducoudray, sa compagne Maria Verdure et son frère médecin François "Félix" Émery Ducoudray présentèrent à la Commission animée par Edouard Vaillant un projet de création et d’organisation des crèches. Ce projet très précis expose les conditions de l'accueil, l'encadrement (« 10 personnes pour cent enfants ») et tient compte de l'hygiène, du bien-être des enfants (« La salle de jeux contient tout ce qui peut amuser les enfants ») mais aussi du personnel (« un labeur toujours le même dégoûterait ces femmes et les rendrait tristes et maussades ») tout en respectant une stricte laïcité («  aucun ministre ou représentant d'un culte n'est admis dans le personnel »).

## Conseils de guerre de Versailles
Arrêté le 5 novembre 1871, incarcéré à la Conciergerie puis relâché avec une ordonnance de non-lieu, Charles Élie Ducoudray défendit son beau-père Auguste Verdure lors des Conseils de guerre de Versailles jugeant les communards. Il s'y présente alors comme « ami de l'accusé Verdure et autorisé à le défendre ». Il ne lui permit toutefois pas d'échapper à la condamnation à la déportation dans une enceinte fortifiée en Nouvelle-Calédonie. 

## Décès
Charles Élie Ducoudray meurt d'une rupture d'anévrisme à Versailles le 13 novembre 1871, 5 jours après son mariage, dans la cellule de Théophile Ferré, à qui il rendait visite après sa condamnation à mort.